# Qitaihe
Qitaihe (cinese: 七台河; pinyin: Qītáihé) è una città-prefettura della Cina nella provincia dell'Heilongjiang.

## Suddivisioni amministrative
- Distretto di Taoshan
- Distretto di Xinxing
- Distretto di Qiezihe
- Contea di Boli